# Sindacalismo di trasformazione sociale
Il sindacalismo di trasformazione sociale è un approccio che si propone di non limitare l'attività sindacale alla difesa degli interessi dei lavoratori nel loro campo professionale. Esso tiene conto del contesto complessivo della società e il suo impatto sui lavoratori. Questo concetto è apparso negli anni ottanta del secolo XX, soprattutto dall'esempio dell'azione del Cosatu (Congress of South African Trade Unions) contro l'Apartheid.
Questo approccio vede l'azione sindacale più trasversalmente e afferma la necessità di lottare contro l'attuale organizzazione sociale del lavoro considerata gerarchica, frammentata ed alienante.
Questo sindacalismo è definito come un sindacalismo di emancipazione dei lavoratori e di tutti gli sfruttati.
Questo approccio sostiene di essere in continuità storica con:
- La Carta d'Amiens del 1906, che assegna al sindacalismo una duplice funzione: la difesa immediata delle esigenze quotidiane del lavoratori e la lotta per la trasformazione complessiva della società, caratterizzate da una chiara indipendenza dai partiti politici e dallo Stato.

- La proposta di socialismo autogestionario e la necessità della partecipazione democratica e della democrazia diretta, nel cuore dell'obiettivo di trasformazione, come l'approccio per raggiungere questo obiettivo.

Questo approccio sindacale si oppone al sindacalismo corporativo e al sindacalismo di mestiere. Il suo campo di applicazione comprende quello del sindacalismo corporativo ma non è limitato ad esso.
Sul piano della referenza con la dimensione politica questo tipo di sindacalismo si caratterizza come soggetto politico autonomo e si differenzia sia dal sindacalismo di partito (sindacato come "cinghia di trasmissione") che da sindacalismo autarchico.
Il principio del sindacalismo di trasformazione sociale è stato rivendicato recentemente anche nella dichiarazione dei principi della Rete europea dei sindacati alternativi e di base nella conferenza di Madrid del 25 marzo del 2012.